# Wikipedia in giapponese
La Wikipedia in giapponese (ウィキペディア日本語版?, Wikipedia Nihongo-ban), spesso abbreviata in ja.wikipedia o ja.wiki, è l'edizione in lingua giapponese dell'enciclopedia online Wikipedia. Tale edizione ebbe inizio ufficialmente nel settembre 2002.

## Caratteristiche
La Wikipedia in giapponese presenta alcune caratteristiche che difficilmente si ritrovano nelle altre versioni dell'enciclopedia.
- Un edit è mantenuto solo se rispetta sia le leggi giapponesi sia quelle statunitensi, per il fatto che la maggior parte dei contribuenti vive in Giappone. Ciò ha due conseguenze significative:
  - le condizioni del fair use previste dalla legge statunitense non sono applicabili. Tutto ciò che non ha una licenza GFDL è proibito anche se è legale per la dottrina del fair use statunitense;
  - il materiale considerato illegale non può essere mantenuto nell'archivio. Se un edit illegale è inserito tra due versioni valide, un SysOp provvede a rimuovere la correzione cancellando temporaneamente l'articolo e ripristinando la versione valida.
- Le citazioni sono vietate. C'è una controversia sulla compatibilità GFDL delle citazioni. Gli articoli contenenti citazioni sono cancellati a meno che essi non rispettino tutte le seguenti condizioni:

1. la fonte è chiaramente riportata;
2. la citazione è necessaria;
3. il testo citante e quello citato sono rispettivamente principale e secondario in quantità e qualità;
4. il testo citante e quello citato sono chiaramente distinguibili.

## Statistiche
La Wikipedia in giapponese ha 1 463 967 voci, 4 303 856 pagine, 2 331 370 utenti registrati di cui 12 271 attivi, 40 amministratori e una "profondità" (depth) di 92 (al 1 luglio 2025).
È la 13ª Wikipedia per numero di voci ma, come "profondità", è la 23ª fra quelle con più di 100.000 voci (al 14 ottobre 2024).

## Cronologia

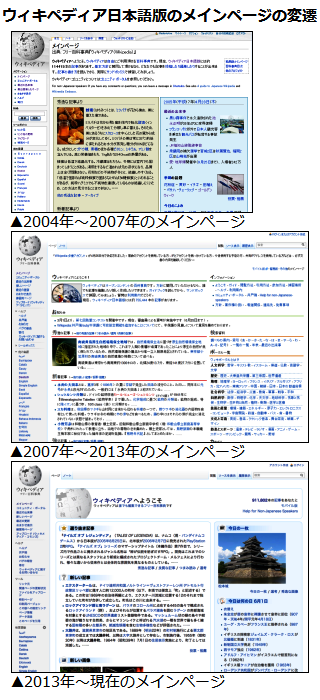
Evoluzione della pagina principale

- 8 settembre 2003 — supera le 10.000 voci
- 25 maggio 2004 — supera le 50.000 voci
- 11 febbraio 2005 — supera le 100.000 voci
- 24 ottobre 2005 — supera le 150.000 voci
- 9 aprile 2006 — supera le 200.000 voci
- 15 dicembre 2006 — supera le 300.000 voci
- 11 agosto 2007 — supera le 400.000 voci
- 25 giugno 2008 — supera le 500.000 voci ed è la 5ª Wikipedia per numero di voci
- 8 luglio 2009 — supera le 600.000 voci ed è la 5ª Wikipedia per numero di voci
- 31 agosto 2010 — supera le 700.000 voci ed è la 6ª Wikipedia per numero di voci
- 3 aprile 2012 — supera le 800.000 voci ed è la 9ª Wikipedia per numero di voci
- 14 marzo 2014 — supera le 900.000 voci ed è la 11ª Wikipedia per numero di voci
- 19 gennaio 2016 — supera 1.000.000 di voci ed è la 13ª Wikipedia per numero di voci